# Lokomotiv Bakı Voleybol Klubu
La Lokomotiv Bakı Voleybol Klubu è una società pallavolistica femminile azera con sede a Baku: milita nel campionato di Superliqa.

## Storia della società

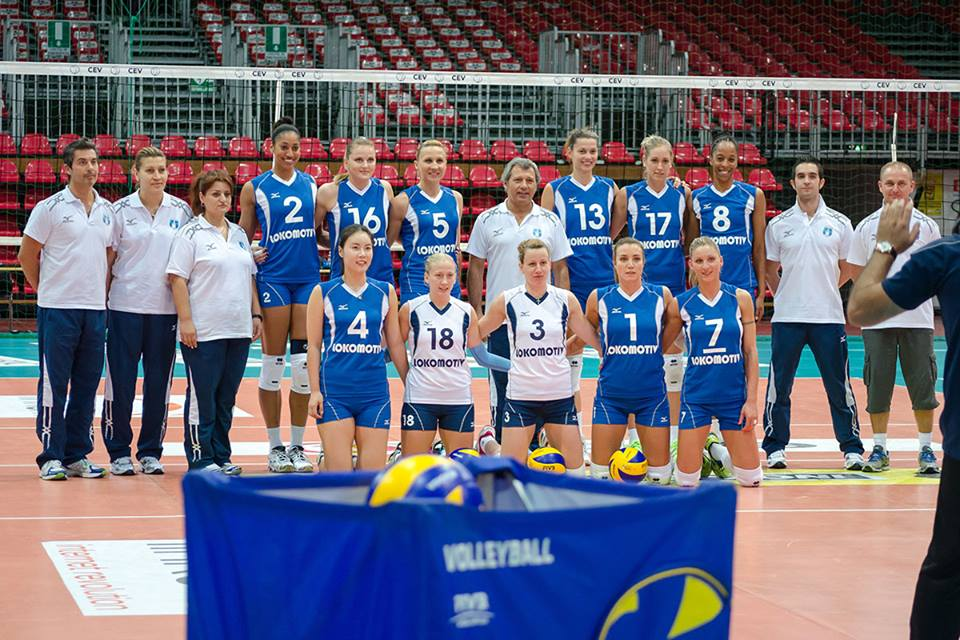
La squadra nella stagione 2013-14

La Lokomotiv Bakı Voleybol Klubu nasce nel 1998, prendendo parte alla Superliqa, fin dalla sua prima edizione, dove si classifica al secondo posto, sconfitto in finale dall'Azərreyl Voleybol Klubu. Nelle due stagioni successive si classifica al terzo posto.
Nella stagione 2007-08 ed in quella successiva il Lokomotiv Bakı torna a classificarsi al terzo posto, piazzamento che gli consente di partecipare alla Challenge Cup 2009-10. Nella stagione 2009-10 disputa la seconda finale della sua storia, perdendo contro il Rabitə Bakı Voleybol Klubu; in Challenge Cup giunge fino al terzo turno, per poi essere eliminato dalle polacche del Gwardia Wrocław.
Nel 2012 vince il suo primo trofeo, ossia la Challenge Cup.

## Rosa 2015-2016
| N° | Nome                | Ruolo | Data di nascita | Nazionalità sportiva |
| -- | ------------------- | ----- | --------------- | -------------------- |
| 1  | Hana Čutura         | S     | 10 marzo 1988   | Croazia              |
| 2  | Jana Dorošenko      | P     | 5 luglio 1994   | Azerbaigian          |
| 3  | Kanani Danielson    | S     | 2 febbraio 1990 | Stati Uniti          |
| 4  | Aneta Havlíčková    | S/O   | 3 luglio 1987   | Rep. Ceca            |
| 5  | Özge Kırdar         | P     | 26 giugno 1985  | Turchia              |
| 6  | Ayşən Əbdüləzimova  | C     | 11 aprile 1993  | Azerbaigian          |
| 8  | Ülkər Kərimova      | S     | 1º gennaio 1994 | Azerbaigian          |
| 9  | Aleksandra Crnčević | S     | 30 maggio 1987  | Serbia               |
| 10 | Sonja Newcombe      | S     | 7 marzo 1988    | Stati Uniti          |
| 12 | Jaroslava Pencová   | C     | 24 giugno 1990  | Slovacchia           |
| 15 | Brenda Castillo     | L     | 5 giugno 1992   | Rep. Dominicana      |
| 16 | Oksana Kiselyova    | L     | 30 maggio 1992  | Azerbaigian          |
| 18 | Berit Kauffeldt     | C     | 8 luglio 1990   | Germania             |

## Palmarès
- Challenge Cup: 1

2011-12